# دیوید لیوینگستون (ورزشکار)
دیوید لیوینگستون متولد ۱۹۲۷ در گلاسکوی اسکاتلند بازیکن سابق ورزش کریکت است.